# Église réformée de Riga
L'église réformée de Riga (en letton : Rīgas Reformātu baznīca) est une ancienne église réformée (calviniste) située dans le vieux Riga. Actuellement, le bâtiment appartient à l'Église évangélique luthérienne de Lettonie et le Centre de jeunesse LELB y a été installé. L'édifice est un monument architectural d'importance nationale. Il s'agit d'un bâtiment baroque couronné par une petite tourelle avec un dôme et une galerie. La façade est divisée en rythme par des pilastres placés sur un socle élevé, tandis que l'étoile du matin est située au sommet de la tour. Le portail d'entrée en grès a été réalisé à Brême et installé en 1737. L'autel combiné à la chaire et à l'orgue ont été construits en 1805 dans le style classiciste.

## Galerie

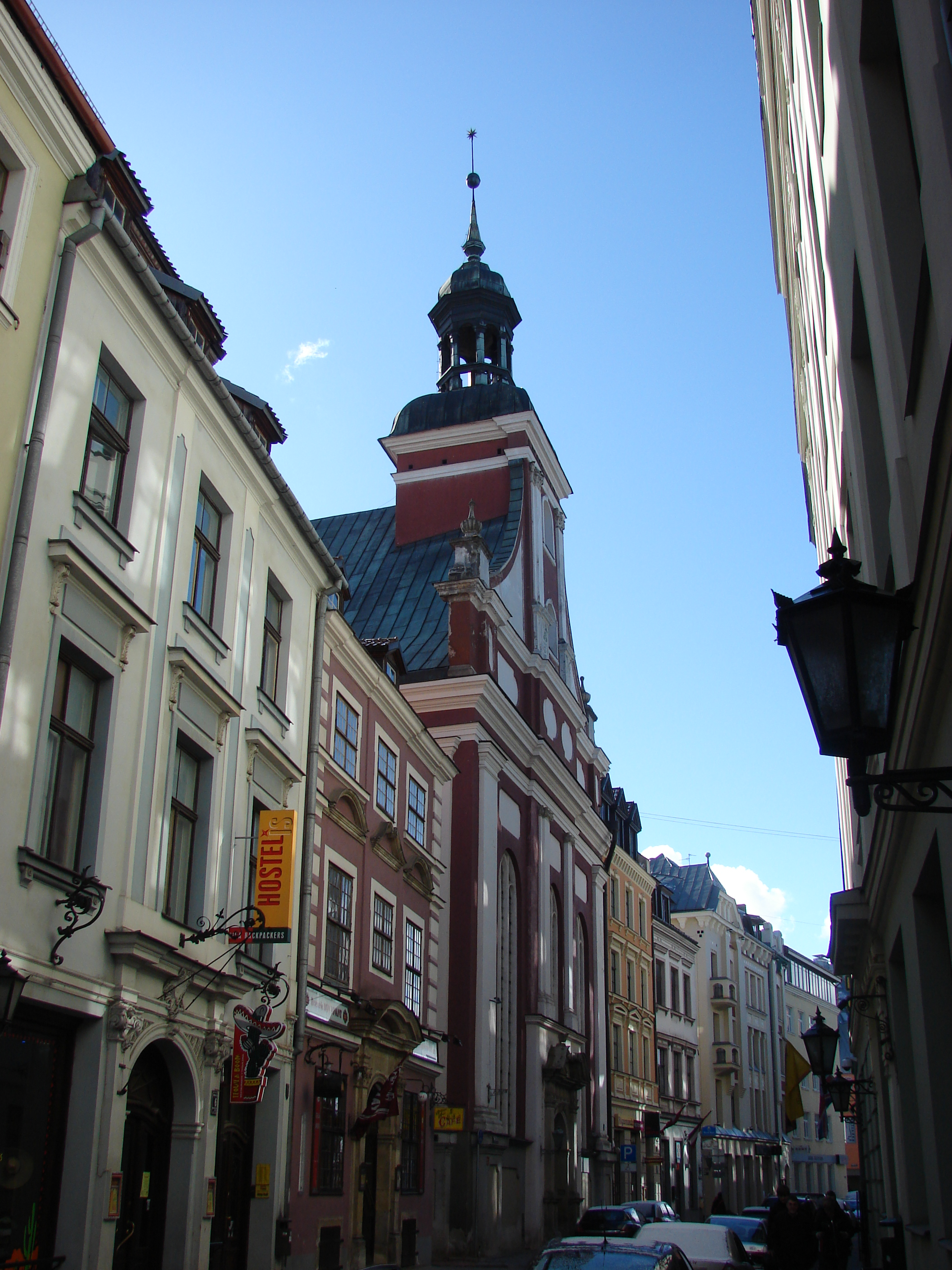
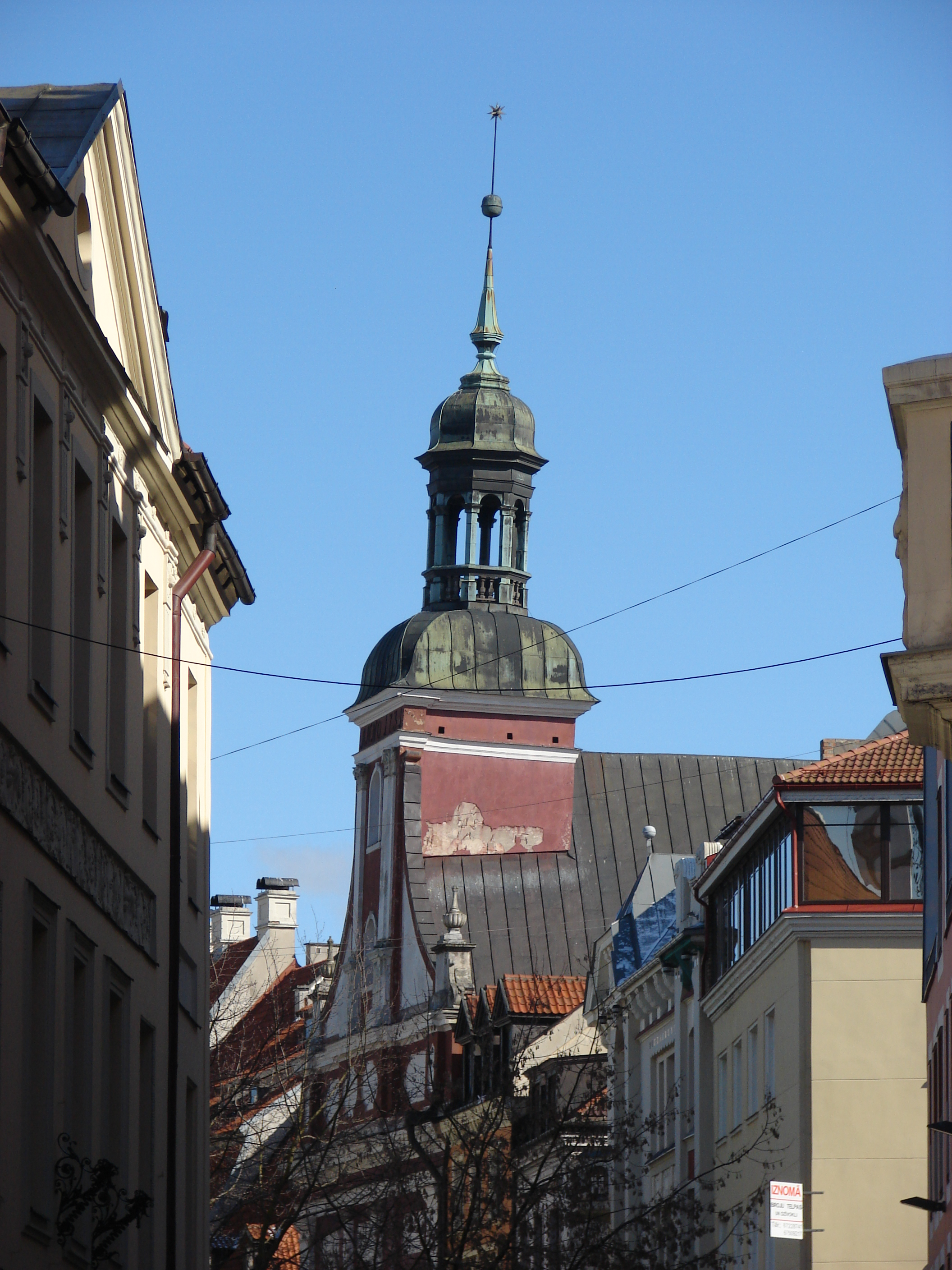
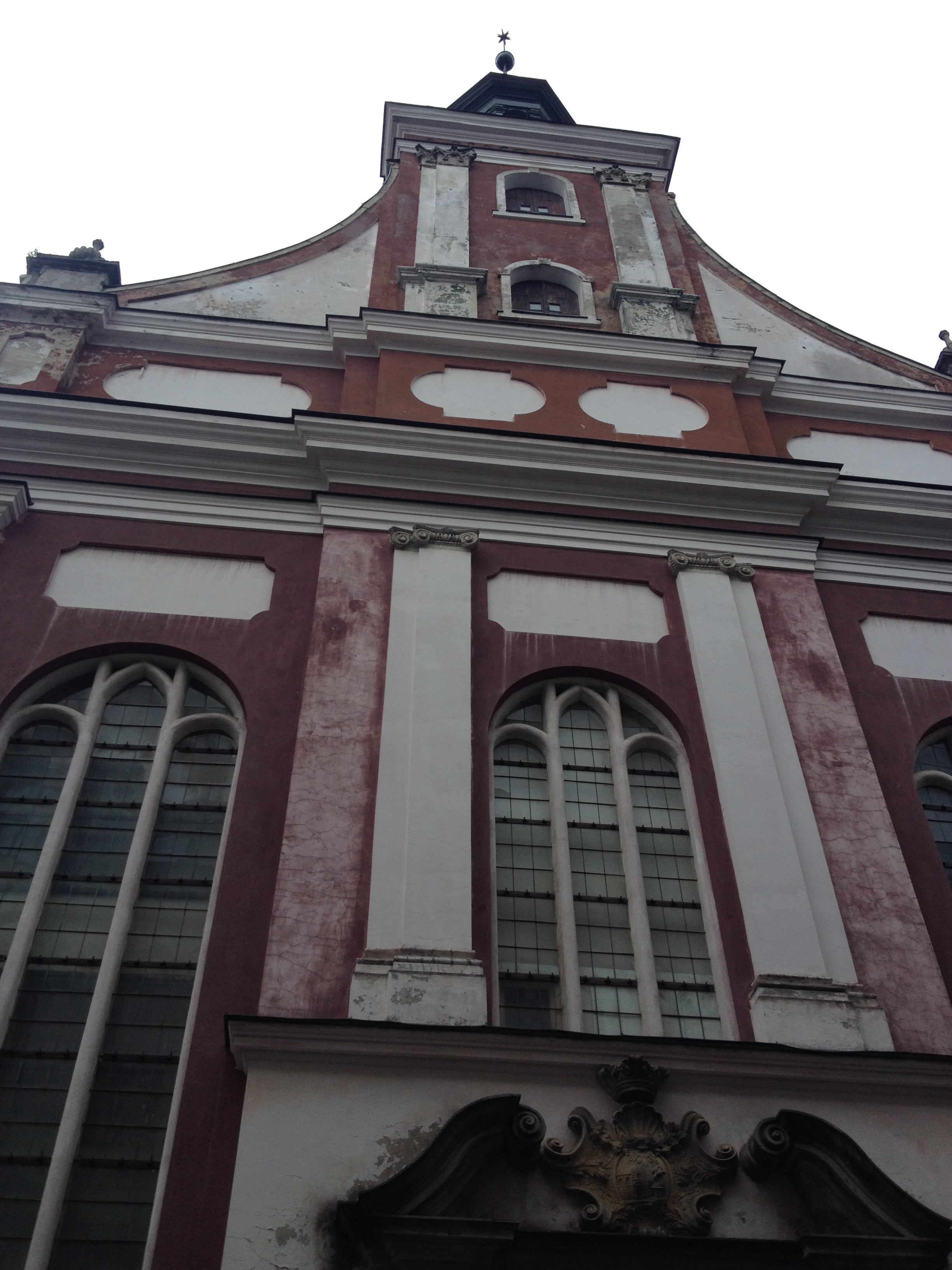
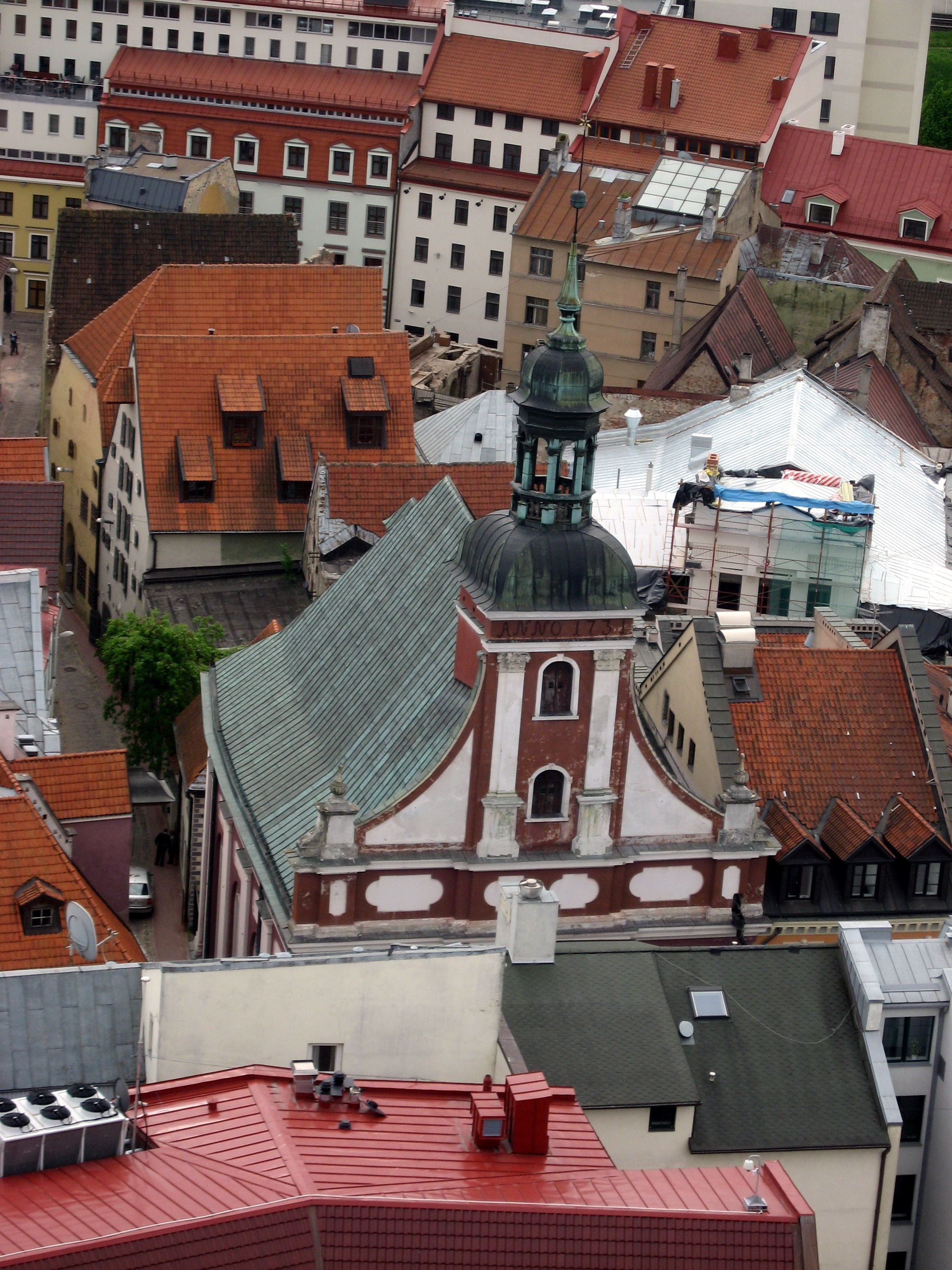

## Histoire

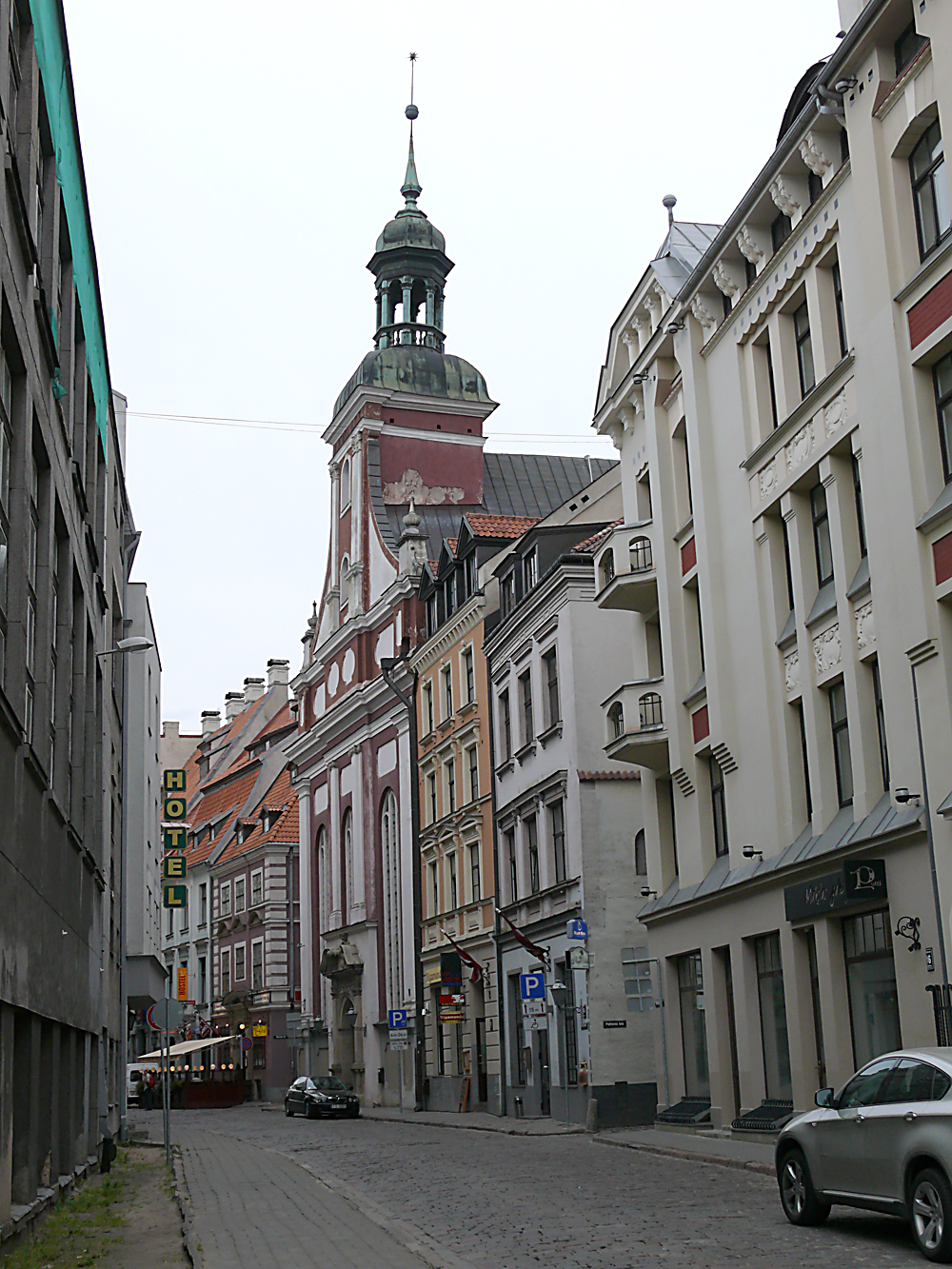
Église réformée de Riga

La construction de la première église réformée a commencé en 1727 et s'est achevée en 1733. Les membres et partisans de l'Église étaient principalement des familles réformées allemandes et néerlandaises vivant à Riga.
Après la Première Guerre mondiale, la congrégation réformée de Riga a su attirer un clergé de formation académique. À partir de 1923 jusqu'en 1928 Ernests Gelderbloms était le curé de la paroisse de Riga, dont l'art de la prédication était également salué dans la presse lettone.
En 2010, la paroisse réformée de Riga comptait environ 1 000 fidèles. Au début de la Seconde Guerre mondiale, il y a eu un exode des Allemands baltes et le bâtiment de l'église a été cédé à l'Église luthérienne de Lettonie. Cependant, les services réformés dans l'Église réformée de Riga se sont poursuivis même après la fermeture officielle de la congrégation, car le conseil exécutif de l'Église luthérienne leur a permis d'organiser des services en allemand dans l'Église réformée,.
Après que la Lettonie ait retrouvé son indépendance, le bâtiment fut cédé à l'Église évangélique luthérienne de Lettonie. En 2011, le Centre de Jeunesse LELB a été créé dans ces locaux. Le Centre de Jeunesse LELB utilise les locaux pour jouer des instruments de musique, des troupes de théâtre et des cours de chorale gospel pour les jeunes. Ils accueillent également des séminaires et des conférences chrétiennes destinés aux jeunes ou liés au travail de jeunesse, des soirées de jeunesse chrétienne et des concerts.